# Papi (singolo)
Papi è un brano musicale della cantante e attrice statunitense Jennifer Lopez, estratto come terzo singolo dal suo settimo album di inediti, Love?. È stato originariamente pubblicato come singolo promozionale, ma dopo la vendite dell'album e del singolo in questione, la Lopez lo ha scelto come terzo singolo, pubblicandolo il 13 settembre 2011. Il brano dalle sonorità latine è stato scritto da RedOne, AJ Junior, BeatGeek, Teddy Sky, Bilal Hajji e Jimmy Joker, e prodotto da RedOne, BeatGeak e Jimmy Joker. L'uscita fu annunciata per il 19 aprile 2011, ma fu poi anticipata al 17 aprile 2011 sull'account ufficiale Facebook di Jennifer Lopez.

## Descrizione
Il brano fu annunciato il 19 aprile 2011 come secondo singolo promozionale tratto dal nuovo album di Jennifer Lopez, dopo che I'm Into You fu estratto come secondo singolo ufficiale. Papi uscì due giorni prima, dopo che un'anteprima era stata postata sulla pagina Facebook della cantante, che avrebbe pubblicato gli altri singoli se avesse raggiunto un numero sufficiente di fan sul sito. La musica d'apertura del brano e il ritornello, si possono sentire nella sequenza di ballo del video musicale di I'm Into You. In un'intervista la Lopez ha confermato che Papi sarebbe stato il terzo singolo estratto da Love?.

## Accoglienza
Lo staff del sito Idolator scrive: "Questo brano, come On the Floor, non apporta assolutamente nulla di nuovo alla pista da ballo, ma non c'è problema. È una perfetta canzone da discoteca, e potrebbe essere tranquillamente ballata come si è già fatto con On The Floor." Joe Guerra del The Houston Chronicle ha scritto che è uno dei pezzi più belli dell'album. Rick Florino di Artistdirect.com gli ha assegnato un voto alto, scrivendo che in Papi Jennifer Lopez "dà il meglio di sé". Florino ha parlato bene soprattutto della resa vocale della Lopez che "libera energia fresca, vivace e rovente"; ha inoltre affermato di amare l'orecchiabile ritornello e la maestosa musica.

## Video musicale
Il video musicale è stato girato il 20 e il 21 agosto 2011 a Los Angeles, in California. È stato diretto da Paul Hunter, che in precedenza ha diretto i video musicali di Feelin' So Good del 2000, Love Don't Cost a Thing del 2001 e If You Had My Love del 1999. Il video è stato trasmesso in un'anteprima di due minuti il 16 settembre 2011 su Good Morning America, e pubblicato in versione integrale sul canale ufficiale della Lopez su VEVO il 19 settembre, totalizzando in tre giorni più di 5.000.000 di visualizzazioni.
Il video musicale inizia con le parole "Love? Happens", poi mostra la Lopez che chiacchiera con la portinaia del suo appartamento, Lisa. La Lopez le dice che è delusa perché il suo fidanzato non è ancora tornato dall'esercito. Lisa le consegna la posta e le offre un biscotto che dice abbia il potere di far tornare il suo amore. Lisa le dice di prendere un piccolo morso, ma la Lopez ne prende uno grande. Il giorno dopo l'incantesimo del biscotto inizia a realizzarsi e tutti gli uomini che vedono Jennifer passeggiare per le vie della città incominciano ad inseguirla per conquistarla. Quando arriva nella sua auto, una Fiat 500 bianca (di cui Jennifer è diventata la testimonial), tutti gli uomini le corrono incontro impedendole di andare via. Quando la catturano, lei dice "STOP" e inizia a creare una coreografia e danza sulla canzone insieme a tutti gli uomini attratti da lei. Finalmente il fidanzato della Lopez, in uniforme, arriva a "salvarla". Il video si conclude con la Lopez che dice che "è successa la cosa più folle", cercando di spiegare l'accaduto al suo "Papi".
Inoltre il video ricorda una scena del film Per incanto o per delizia.

## Tracce
Download digitale
1. Papi - 3:40

EP remix
1. Papi (Rosabel Radio) - 3:24
2. Papi (Mixin Marc & Tony Svedja Radio) - 3:40
3. Papi (R3hab Radio) - 3:37
4. Papi (It's the DJ Kue Radio Mix!) - 3:53
5. Papi (Rosabel Vocal Club Mix) - 7:29
6. Papi (Mixin Marc & Tony Svedja Extended) - 6:33
7. Papi (R3hab Club) - 4:53
8. Papi (It's the DJ Kue Extended Mix!) - 5:34
9. Papi (Rosabel Attitude Dub) - 7:56
10. Papi (Mixin Marc & Tony Svedja Dub) - 6:17
11. Papi (R3hab Instrumental) - 4:53
12. Papi (It's the DJ Kue Instrumental!) - 5:35

## Classifiche
| Classifica (2011/2012) | Posizione massima |
| ---------------------- | ----------------- |
| Austria                | 24                |
| Belgio (Fiandre)       | 23                |
| Belgio (Vallonia)      | 28                |
| Canada                 | 50                |
| Finlandia              | 9                 |
| Francia                | 28                |
| Italia                 | 3                 |
| Paesi Bassi            | 68                |
| Regno Unito            | 67                |
| Repubblica Ceca        | 13                |
| Slovacchia             | 12                |
| Spagna                 | 18                |
| Stati Uniti            | 96                |
| Svizzera               | 37                |